# Nichtigerklärung (Ehe)
Als Nichtigkeit der Ehe bezeichnet man die Ungültigkeit einer Ehe von Anfang an wegen schwer wiegender Rechtsmängel bei der Eheschließung. Die Nichtigerklärung der Ehe ist die rechtswirksame Feststellung dieses Tatbestands.
Die Rechtswissenschaft bezeichnet einen Rechtsakt (so auch die Eheschließung) als unwirksam oder nichtig, wenn er nicht wirksam ist, also keine rechtliche Wirkung entfaltet. Wird eine Ehe für nichtig ex tunc (von Anfang an) erklärt, ist in der Folge so zu verfahren, als ob diese Ehe niemals bestanden hätte. Die Nichtigerklärung einer Ehe ist in diesem Sinn grundsätzlich von einer Auflösung ex nunc (vom Auflösungszeitpunkt an) zu unterscheiden, wie sie etwa durch die Ehescheidung oder die Eheaufhebung bewirkt werden kann.

## Österreichisches Recht
Nach dem Ehegesetz (§§ 20–25) kann eine Ehe aus folgenden Gründen für nichtig erklärt werden:
- Formmangel (z. B. Trauung ohne gleichzeitige Anwesenheit der Verlobten)
- Mangel der Geschäftsfähigkeit (z. B. Betrunkenheit)
- Namens- und Staatsbürgerschaftsehe (z. B. Ausländer heiratet bloß, um später dadurch die Staatsbürgerschaft zu erhalten)
- Doppelehe (Bigamie)
- Verwandtschaft (z. B. Geschwister)

Zur Klage befugt ist der Staatsanwalt und jeder Ehegatte (Ausnahme: Namens- und Staatsbürgerschaftsehe).

## Deutsches Recht
In Deutschland gibt es eine Nichtigkeit der Ehe ex tunc seit dem 1. Juli 1998 nicht mehr. Der Gesetzgeber geht heute davon aus, dass es unbillig wäre, einen ganzen Lebensabschnitt, in dem die Beteiligten zumindest dem öffentlichen Anschein und in der Regel auch der eigenen Überzeugung nach verheiratet waren, rechtlich als quasi „nicht gewesen“ zu disqualifizieren, selbst wenn es objektive Gründe dafür gab, dass die Eheschließung seinerzeit eigentlich als nicht wirksam hätte angesehen werden müssen.
Bis dahin waren die Nichtigkeitsgründe nach dem Ehegesetz (§§ 17–22 aF) folgende:
- Mangel der Form, es sei denn, die Eheleute lebten nach der Eheschließung mindestens 5 Jahre als Eheleute zusammen;
- Mangel der Geschäfts- oder Urteilsfähigkeit, es sei denn, dass ein Ehegatte nach dem Wegfall der Geschäftsunfähigkeit zu erkennen gegeben hat, dass er die Ehe fortsetzen möchte;
- Doppelehe (ist gegeben, wenn ein Ehegatte zum Zeitpunkt der Eheschließung mit einem Dritten in gültiger Ehe lebte)
- Verwandtschaft und Schwägerschaft, es sei denn, es lag eine gültige Befreiung von dem entsprechenden Eheverbot vor.

Der Klaganspruch richtete sich gegen beide Eheleute, falls die Klage von der Staatsanwaltschaft erhoben wurde. Falls ein Gatte selbst auf Ehenichtigkeit klagte, war der Anspruch gegen den anderen Ehegatten gerichtet. Zuständig war das Familiengericht. Mit der Ehenichtigkeitsklage verbunden werden konnte ausschließlich die deklaratorische Ehefeststellungsklage („Klage auf Feststellung des Bestehens oder Nichtbestehens einer Ehe zwischen den Prozessparteien“).
An die Stelle der Ehenichtigkeit ist im deutschen Recht nach deren Abschaffung die so genannte Aufhebung der Ehe getreten. Deren Ausspruch wirkt anders als die Nichtigkeit ex nunc, also nicht auf den Tag der Eheschließung zurück. Eine Nichtehe liegt damit nur noch in wenigen Ausnahmefällen vor, namentlich wenn die Rechtsfehler bei der Eheschließung so gravierend sind, dass eine Eheschließung rechtlich betrachtet überhaupt nicht stattgefunden hat (z. B. Kinderehen oder fehlendes Jawort).

## Kanonisches Recht
Für die Nichtigerklärung der Ehe im katholischen Kirchenrecht siehe den Hauptartikel unter dem Stichwort Ehenichtigkeit (Kirchenrecht).